# Acanthagrion longispinosum
Acanthagrion longispinosum – gatunek ważki z rodziny łątkowatych (Coenagrionidae). Występuje  w  Ameryce Południowej.